# Пипграс, Джордж
Джордж Уильям Пипграс (англ. George William Pipgras, 20 декабря 1899, Айда-Гров, Айова — 19 октября 1986, Гейнсвилл, Флорида) — американский бейсболист, питчер. Выступал в Главной лиге бейсбола с 1923 по 1935 год. В составе клуба «Нью-Йорк Янкис» выигрывал Мировую серию в 1927, 1928 и 1932 годах. После завершения карьеры занимался судейством, обслуживал Матч всех звёзд и игры Мировой серии.

## Биография

### Ранние годы
Джордж Пипграс родился 20 декабря 1899 года в городе Айда-Гров в штате Айова. Он был одним из пяти сыновей фермера Уильяма Пипграса, который также был любителем бейсбола, играл сам и судил матчи местных команд. Все его дети тоже занимались этим видом спорта. Младший брат Джорджа Эд также в дальнейшем играл в бейсбол профессионально. Позднее семья переехала в Слейтон в Миннесоте, где Пипграс учился в школе.
В 1917 году, после вступления США в Первую мировую войну, Пипграс добровольцем записался в армию. В течение полутора лет он служил в инженерных войсках в Европе. В 1919 году он вернулся в Миннесоту, работал на ферме и играл за любительскую городскую команду. Его выступление заинтересовало несколько профессиональных команд. Пипграс принял предложение от клуба из Фулды, где его зарплата составляла 400 долларов в месяц. В 1921 году его пригласили играть за «Джоплин Майнерс», но из-за низкой эффективности Пипграса сначала отправили в фарм-клуб, а затем отчислили. Возвращать на ферму он не хотел и один из друзей порекомендовал питчера тренеру команды из Мадисона. До конца сезона он успел сыграть в 24 матчах, одержав двенадцать побед при шести поражениях.

### Начало профессиональной карьеры
Весной 1922 года контракт Пипграса был выкуплен клубом «Бостон Ред Сокс». После сборов его отправили в фарм-клуб «Чарлстон Палс». Там он провёл 42 игры, одержав 19 побед, и стал одним из лидеров команды, выигравшей чемпионат Южно-Атлантической лиги. В январе 1923 года его обменяли в «Нью-Йорк Янкис». В течение первых двух сезонов в составе команды Пипграс был игроком запаса, суммарно одержав одну победу при трёх поражениях. Из-за проблем с контролем подачи его перевели в младшие лиги. В 1925 году он играл за «Нэшвилл Волс» и «Атланту Крэкерс», сезон 1926 года Пипграс провёл в «Сент-Пол Сэйнтс». После двухлетнего перерыва он вернулся в состав «Янкис», где стал одним из основных питчеров.

### Нью-Йорк Янкис
По ходу регулярного чемпионата 1927 года Пипграс был пятым питчером стартовой ротации «Янкис», одержав десять побед при трёх поражениях. В победной для клуба Мировой серии он провёл полную игру во втором матче, заменив в составе Урбана Шокера. В 1928 году он стал лидером стартовой ротации и выиграл 24 матча регулярного чемпионата при 13 поражениях. Янкис второй раз подряд стали победителями Мировой серии, а Пипграс провёл полную игру с четырьмя пропущенным хитами во втором матче. В дальнейшем до момента ухода из команды он не провёл ни одного сезона, в котором разница его побед и поражений была бы отрицательной. В чемпионате 1932 года он выиграл шестнадцать матчей, проиграв девять, и в третий раз в карьере стал победителем Мировой серии.

### Завершение карьеры
После окончания чемпионата 1932 года Пипграса обменяли в «Бостон Ред Сокс». По ходу первого сезона в команде он выиграл одиннадцать матчей, проиграв десять. В одном из матчей он получил перелом руки. Эта травма приблизила завершение игровой карьеры. В 1934 году Пипграс сыграл всего два матча, в 1935 году — пять. После этого он был вынужден закончить выступления.
Бросать бейсбол ему не хотелось и по приглашению владельца «Ред Сокс» Тома Йоки Пипграс устроился ампайром в Лигу Нью-Йорка и Пенсильвании. С 1936 по 1938 год он успешно занимался судейством, после чего получил приглашение войти в штат Американской лиги. С 1939 по 1945 год он был одним из лучших ампайров Главной лиги бейсбола, обслуживал Матч всех звёзд лиги и игры Мировой серии. С 1946 по 1949 год Пипграс инспектировал работу судей, был скаутом «Ред Сокс».

### Последние годы жизни
С 1944 года Пипграс постоянно проживал в Инвернессе, в свободное время занимался охотой и рыбалкой. После выхода на пенсию состояние его здоровья серьёзно ухудшилось. В 1983 году Пипграсу диагностировали рак лёгких, а затем коллапс лёгкого. Четвёртого октября 1986 года его госпитализировали, а 19 октября он скончался в больнице в Гейнсвилле в возрасте 86 лет. Позднее Пипграс был избран в Зал спортивной славы штата Айова.